# No prengueu el fals marit
No·l prenatz lo fals marit (No el prengueu, el fals marit) és una obra poètica de Cerverí de Girona (1259-1285) un poeta inclòs a la tradició trobadoresca catalana. El seu nom real era Guillem de Cervera, però se'l va canviar pel de Cerverí de Girona adoptant, com feien altres joglars, el gentilici com a nom propi i afegint Girona probablement perquè és a on es va establir. Va servir com a trobador a la cort de Cardona i també va ser poeta oficial de les corts de Jaume I el Conqueridor i Pere II el Gran.

## Gènere literari
El gènere literari en el que s'inclou el poema és la viadera. La viadera és en una composició poètica que es cantava en els viatges llargs que feien els senyors feudals, per tal d'alleugerir la monotonia i la duresa del camí. La viadera està formada per un refrany al principi i dues estrofes breus tot i que en aquest cas el refrany es dona al final de l'estrofa.

## Estructura
El poema està escrit a partir d'un refrany que s'anirà repetint en cada una de les estrofes. Els versos estan distribuïts en sis tercets que componen la viadera. El poema té una distribució sil·làbica de 7/7/4 amb un esquema de rima a/a/b//c/c/b//a/a/b//c/c/b//a/a/b//c/c/b. La rima del poema té dues particularitats: la primera és que el seu esquema coincideix amb el de les cantigues galaicoportugueses, i la segona que és una rima assonant.

## Tema
El poema tracta un tema habitual en la poesia trobadoresca: una dona s'ha de casar amb un home i un tercer personatge, que és el poeta, intenta evitar-ho. Així el poema descriu primer els vicis del futur marit; posteriorment, les virtuts que hauria de tenir un bon pretendent; i, finalment, desemboca en el triangle amorós característic d'aquesta poesia, ple de referències sexuals.

## Figures retòriques
En les tres primeres estrofes, l'autor fa servir una anàfora a través de la qual dona una introducció de la situació de la protagonista, que rep un missatge d'una tercera persona que li diu que no es casi amb el seu promès. Es repeteixen més anàfores a la tercera estrofa, la quarta i la cinquena, que parlen despectivament sobre el marit i donen raons per les quals la protagonista no s'ha de casar amb ell., en la segona i la tercera estrofa, fa servir l'anàfora en el segon vers, mentre que en la quarta i en la cinquena el fa servir a principi d'estrofa. En la quarta, la cinquena, la sisena i l'última estrofa, hi ha una anàfora que no està gaire ben definida, ja que hi canvia el temps verbal. A més l'últim vers de cada estrofa és una anàfora que es va repetint i és la raó per la qual el poema és una viadera.
L'autor també fa ús d'una altra figura retòrica, l'asíndeton, al llarg del poema.